# Luiz Fernando Furlan
Luiz Fernando Furlan GCMD • GOMM (Concórdia, 29 de julho de 1946) é um administrador de empresas, engenheiro químico e empresário brasileiro. De 2003 a 2007 atuou como Ministro do Desenvolvimento, Indústria e Comércio Exterior durante o governo Lula.

## Biografia

### Formações acadêmicas
Graduado em engenharia química pela Faculdade de Engenharia Industrial (FEI) e em administração de empresas pela FEA/PUC-SP, Luiz é um especialista em administração financeira pela FGV e em aprimoramento empresarial pela Universidade de São Paulo.

### Atuação como empresário e como administrador
Durante a sua vida empresarial, Luiz especializou-se em mercado de capitais bem como comércio exterior e agronegócio.
Até Luiz assumir o ministério, presidia desde 1993 o conselho de administração do grupo Sadia de cujo fundador Attilio Fontana é um neto e de cujo grupo é um acionista. Atuava no grupo desde 1976, tendo sido diretor de relações com investidores e também vice-presidente executivo.

### O ingresso na vida pública como ministro de Estado
Em 1º de janeiro de 2003, Luiz foi nomeado Ministro do Desenvolvimento, Indústria e Comércio Exterior do governo Lula. Nessa posição, atuou também como Presidente do Conselho de Ministros da Câmara de Comércio Exterior a partir de sua criação em junho. Em 2004, Furlan foi admitido pelo presidente Lula à Ordem do Mérito Militar já no grau de Grande-Oficial especial. Em 2005, foi condecorado pelo mesmo com a mais alta dignidade da Ordem do Mérito da Defesa, a Grã-Cruz suplementar. Permaneceu no cargo até 29 de março de 2007, quando foi substituído por Miguel Jorge em ambas as funções.

### Cargos não-públicos mais tarde

#### Na área ambiental
Em dezembro de 2007, Luiz assumiu a presidência do Conselho de Administração da Fundação Amazonas Sustentável (FAS), instituição fundada pelo Governo do Estado do Amazonas e pelo Bradesco com a missão de reduzir o desmatamento na Floresta Amazônica e melhorar as condições de vida das pessoas que vivem no estado.

#### Retorno aos negócios familiares
Em outubro de 2008, seis anos após Luiz ter deixado a Sadia para comandar o ministério, reassumiu a presidência do conselho de administração da empresa. O seu retorno foi uma resposta às perdas de R$760 milhões com apostas equivocadas em derivativos anunciadas pela Sadia pouco tempo após o estouro da bolha do subprime americano, que deu início a uma crise econômica.